# Hylomyscus vulcanorum
Hylomyscus vulcanorum — вид гризунів родини мишевих (Muridae). Ареал: Демократична Республіка Конго, Руанда, Бурунді, Уганда. Вид відокремлено від H. denniae.